# خوش‌شانس (فیلم ۱۹۹۳)
خوش‌شانس (به هندی: Bhagyawan) و (به انگلیسی: So Lucky) فیلمی هندی محصول سال ۱۹۹۳ و به کارگردانی اس. کی سوباش است. در این فیلم بازیگرانی همچون گوویندا، جوهی چاولا، پران، آشا پارک، آریونا ایرانی، رانجیت و جانی لور ایفای نقش کرده‌اند.